# Adalbert von Brunn
Eduard Gustav Robert Wilhelm Adalbert von Brunn (* 26. Januar 1842 in Grätz; † 5. April 1907 in Berlin) war ein preußischer Generalmajor.

## Leben
Er stammt aus dem mittelmärkischen Uradelsgeschlecht Brunn und war der Sohn des preußischen Tribunalrates Wilhelm von Brunn (* 1800; † 1861) und der Kathinka von Kauffungen (* 1816; † 1844). Er hatte mehrere Brüder, u. a. den Buchhändler Robert von Brunn (* 1837; † 1882). Sein zweiter Bruder Oskar von Brunn (* 1839; † 1880) trug nach preußischer Genehmigung ab 1853 die Namensführung von Brunn genannt Kauffungen. Nach dem Schulbesuch schlug er die preußische Militärlaufbahn ein und wurde als Kommandeur und nebenamtlicher Militärautor bis zum Generalmajor befördert.
Etwa von Mai 1883 bis Mai 1891 gehörte er als Offizier dem Grenadier-Regiment „König Friedrich Wilhelm IV.“ (1. Pommersches) Nr. 2 an. Als Oberst befehligte er das 2. Niederschlesische-Infanterie-Regiment Nr. 47. Mehrfach veröffentlichte er ab 1888, zu jener Zeit als Major, ein Taschenbuch für Schiesslehrer, zuletzt war er damals schon Generalmajor und Kommandeur der 25. Infanterie-Brigade im Deutschen Kaiserreich. Den genannten Dienstrang erhielt er 1897. Nachfolger bei seinem alten schlesischen Regiment wurde zeitgleich der spätere Generalmajor und Autor Wilhelm von Voß.
Er war Inhaber mehrerer Orden, 1893 u. a. des Königlichen Kronen-Ordens III. Klasse. und Ehrenritter des Johanniterordens.
Verheiratet war Adalbert von Brunn zweimal, zuerst mit Luise Scherbening aus Neiße stammend, dann mit Charlotte Pirner. Aus erster Ehe stammen die Töchter Olga, Johanniterschwester, und Kathinka, verheiratet mit dem Juristen und Landrichter Ernst Badstübner, und der Offizier Friedrich Wilhelm von Brunn, zuerst Kadett an der Preußischen Hauptkadettenanstalt in Berlin-Lichterfelde. Aus zweiter Ehe stammt die Tochter Brunhilde von Brunn.
Der Journalist und Genealoge Kunz von Kauffungen war sein Neffe.